# 足部屈肌
小腿中可將足或趾向下彎曲的肌肉

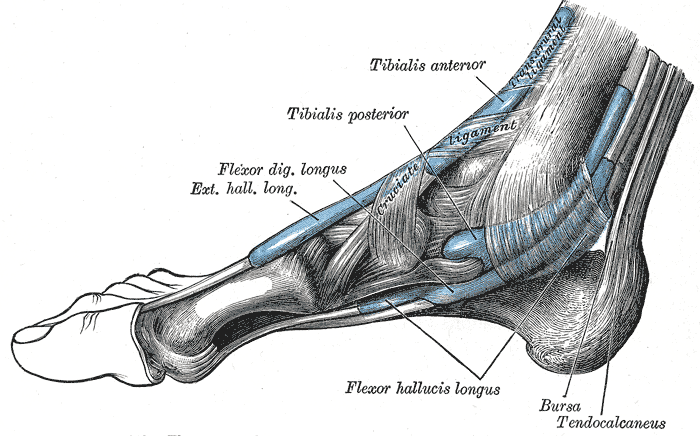
足部屈肌

足部屈肌是位於小腿後側的肌肉,以足尖站立時,就會繃緊。這些肌肉是足部的屈肌,可使你的足和足趾向下彎曲。小腿中有九塊這類肌肉,排列成兩層。表面層的肌肉由抬起足跟而使足彎曲,其中包括腓腸肌。深層的肌肉藉由拉扯長腱而使足趾彎曲。它們包括使拇趾彎曲的屈拇長肌和使其他足趾彎曲的屈趾長肌。
Template:Muscle